# Niambia
Niambia est une commune malienne de l'arrondissement de Mahina dans le cercle de Bafoulabé et la région de Kayes, elle a pour chef-lieu la localité de Horokoto.

## Villages
La commune s'étend sur 11 localités relevées lors du recensement général de 2009. 
Les villages les plus peuplés sont :
- Néguétabaly (2 581 habitants) ;
- Sitakoto (1 022 habitants) ;
- Horokoto (745 habitants).

La loi 2023-007 attribue à la commune rurale 17 villages  :
- Kobokoto
- Horokoto
- Kouloungoulou
- Mayoko
- Néguétabaly
- Ousségui
- Sitakoto
- Goroli
- Boulouba
- Boutoun
- Darabo
- Moussala
- Sékotodji
- Tintiba
- Dayélé
- Foutouba
- Damanda

## Lien
- Plan de sécurité alimentaire - Commune rurale de Niamba - 2007-2011, Reliefweb.